# Bureau van de Rooms-Katholieke Vakorganisatie
Het Bureau van de Rooms-Katholieke Vakorganisatie werd in 1909 opgericht om het werk te coördineren van Nederlandse katholieke vakbonden. Het primaire doel van deze organisatie was het behartigen van de belangen van katholieke arbeiders. In 1925 ging deze organisatie met Federatie der Diocesane Volks- en Werklieden-verbonden op in het Rooms-Katholiek Werkliedenverbond.